# Cuatro Vientos (Madrid)
Cuatro Vientos es un barrio del distrito de Latina de Madrid. Limita al norte con la avenida de la Aviación y la calle Joaquín Turina, al este con el barrio de Buenavista, en el distrito de Carabanchel, en la calle Jacobeo y el Camino de Piqueñas, al sur con los términos municipales de Leganés y Alcorcón y con el paseo de Extremadura y el barrio de Campamento, al oeste.

## Lugares destacados

### Aeródromo de Cuatro Vientos y Museo del Aire

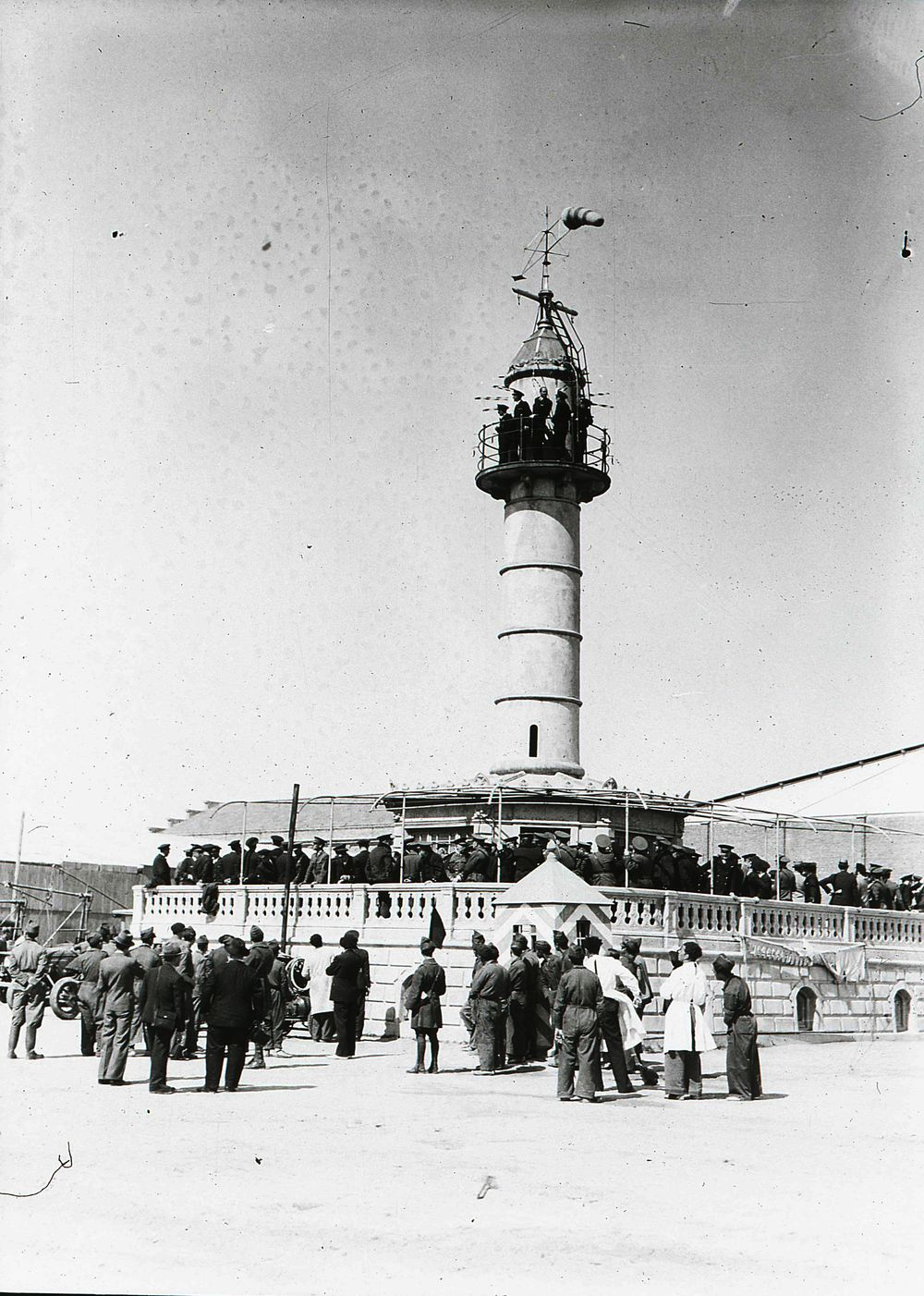

En 1911 se inauguró el aeródromo militar de Cuatro Vientos, que tuvo un papel fundamental en la Guerra Civil. Fue la cuna de la aviación española, comenzó con prácticas de globos aerostáticos, y Juan de la Cierva desarrolló el autogiro. En 1947 se estableció el aeródromo civil de Cuatro Vientos, siendo hoy base de algunas de las principales escuelas de vuelo de España. En 1981 se inauguró el Museo de Aeronáutica y Astronáutica, único museo existente en el distrito de Latina, en el barrio de Cuatro Vientos. Tiene más de 65 000 metros cuadrados que albergan más de cien aeronaves, entre las que destacan el Vilanova Acedo (aeroplano más antiguo que se conserva en España), el Jesús del Gran Poder (con el que los capitanes Iglesias y Jiménez cruzaron el Atlántico Sur en 1929), un autogiro C-19 (diseñado por Juan de la Cierva y que voló por primera vez en 1932), y el mítico Dragon Rapide (que tiene las mismas características que el usado por Franco en su vuelo desde las Islas Canarias hasta África en 1936).
Aunque inicialmente era únicamente una base aérea del Ejército del Aire de España, desde los años 70, se utiliza para uso conjunto cívico-militar. Desde entonces, la sección civil se ha dedicado de forma casi exclusiva a la aviación general y ejecutiva ligera. Actualmente, Cuatro-Vientos es base de varias escuelas, entre las que se encuentran algunas de las principales academias de vuelo del país, clubes de vuelo o aeronaves privadas.
También es la base en Madrid de varios servicios del Estado, como los helicópteros de vigilancia de la Dirección General de Tráfico, la Policía Nacional y del Museo de Aeronáutica y Astronáutica de España.

#### Torre de señales de Cuatro Vientos
Dentro del propio aeródromo se encuentra la antigua torre de control del aeropuerto, la conocida como Torre de Mando o de Señales de Cuatro Vientos, que ha sido recientemente declarada Bien de Interés Cultural (BIC)
La histórica Torre de Cuatro Vientos se ideó como una modesta torre de señales, con una clara inspiración en los faros marinos y con la función de servir de guía a los primeros aviadores en sus vuelos.
El proyecto fue obra del comandante de ingenieros Leopoldo Giménez, y fue construida e instalada por Enrique Sierra y por el maestro albañil José Alegría. El diseño original constaba de dos pisos construidos en hormigón armado y un semisótano, de planta cuadrada de 12,10 metros de lado, que se utilizaría como vestuario para los pilotos. Muy pronto, esta planta interior cambió su cometido, dejando de ser utilizada, salvo contadas ocasiones como vestuario. Hoy se mantienen los lavabos, el vestidor se remodeló y pasó a ser dos salones elegantemente adornados y se creó un pequeño office.
La parte superior, de planta octogonal, disponía de siete grandes ventanales, que aún hoy se conservan, y una gran terraza, rodeada a modo de baranda, por una elegante balaustrada de obra. La terraza, se empezó a utilizar, como observatorio privilegiado de toda la actividad aeronáutica que se desarrollaba en el aeródromo.
Desde el centro de ambas plantas, se erigía, una torre cilíndrica de 15,40 metros de altura, desde la que salía una escalera de caracol a través de la cual, se podía ascender hasta la plataforma de vigilancia, en el interior de la cual, años más tarde, se instaló un aerofaro. La torre estaba rematada por un mástil donde se instaló la manga que medía la fuerza del viento.
La torre y su interior se mantienen hoy en día como cuando se idearon y siguen siendo testigos de toda la actividad del aeródromo.

### Pinar de San José
El Pinar de San José es un bosque de pino piñonero localizado casi en su totalidad en el Barrio de Cuatro Vientos, al oeste de la ciudad de Madrid (España), en el Distrito de Latina. Su principal característica es que mantiene su carácter forestal de bosque rural. El Pinar de San José cuenta con una superficie de 27,03 hectáreas, pudiendo llegar a ocupar 50 hectáreas según el actual proyecto de expansión del parque forestal. El Pinar de San José está catalogado como "Parque Histórico" de la ciudad de Madrid, y en trámite para ser declarado Patrimonio Histórico como "Bien de Interés Cultural".
En 1906, los Hermanos Hospitalarios de la Orden de San Juan de Dios deciden repoblar este entorno con el objetivo de crear un lugar confortable y de descanso, conocido desde entonces con el nombre de Pinar de San José. Los Hermanos Hospitalarios encargan esta repoblación a los ingenieros forestales más avanzados del momento, los cuales plantan miles de pinos piñoneros en los mismos terrenos donde estaban los palacios de recreo de Francisco de Cabarrús, Juan Manuel de Manzanedo, y el Marqués de Vallejo, entre otros.
En el Pinar de San José, actualmente todavía se conservan miles de los pinos piñoneros que fueron plantados en 1906, siendo el hogar de una veintena de diferentes especies de aves como estorninos, abubillas, palomas torcaces, urracas, gorriones molineros, cotorras argentinas, pitos reales, agateadoras, carboneros y herrerillos, entre otras especies. También, en la actualidad se ven multitud de conejos y liebres; y hasta la década de 1950 era habitual ver toros, vacas y ovejas en el mismo Pinar de San José.

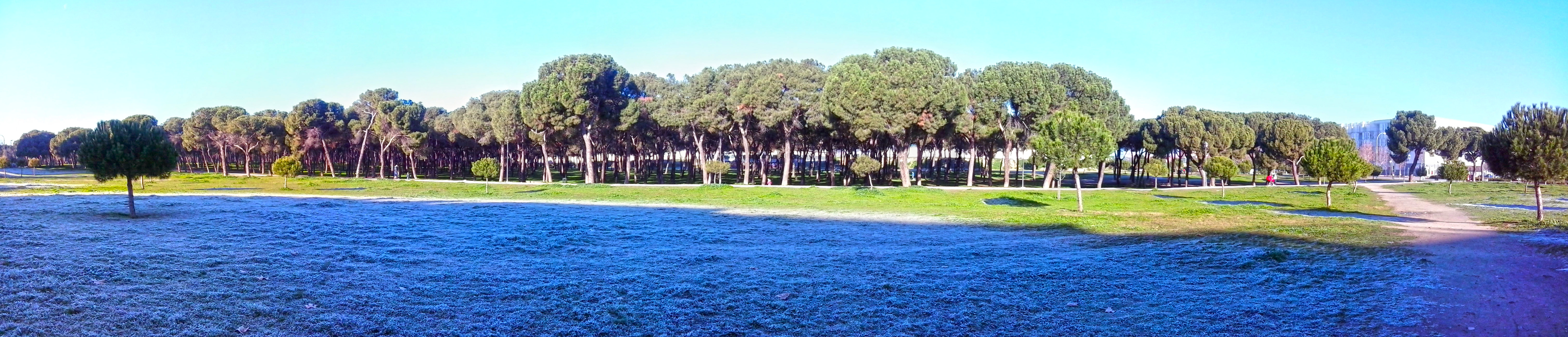
Pinar de San José, escarchado. Barrio de Cuatro Vientos

### Hospital Instituto San José

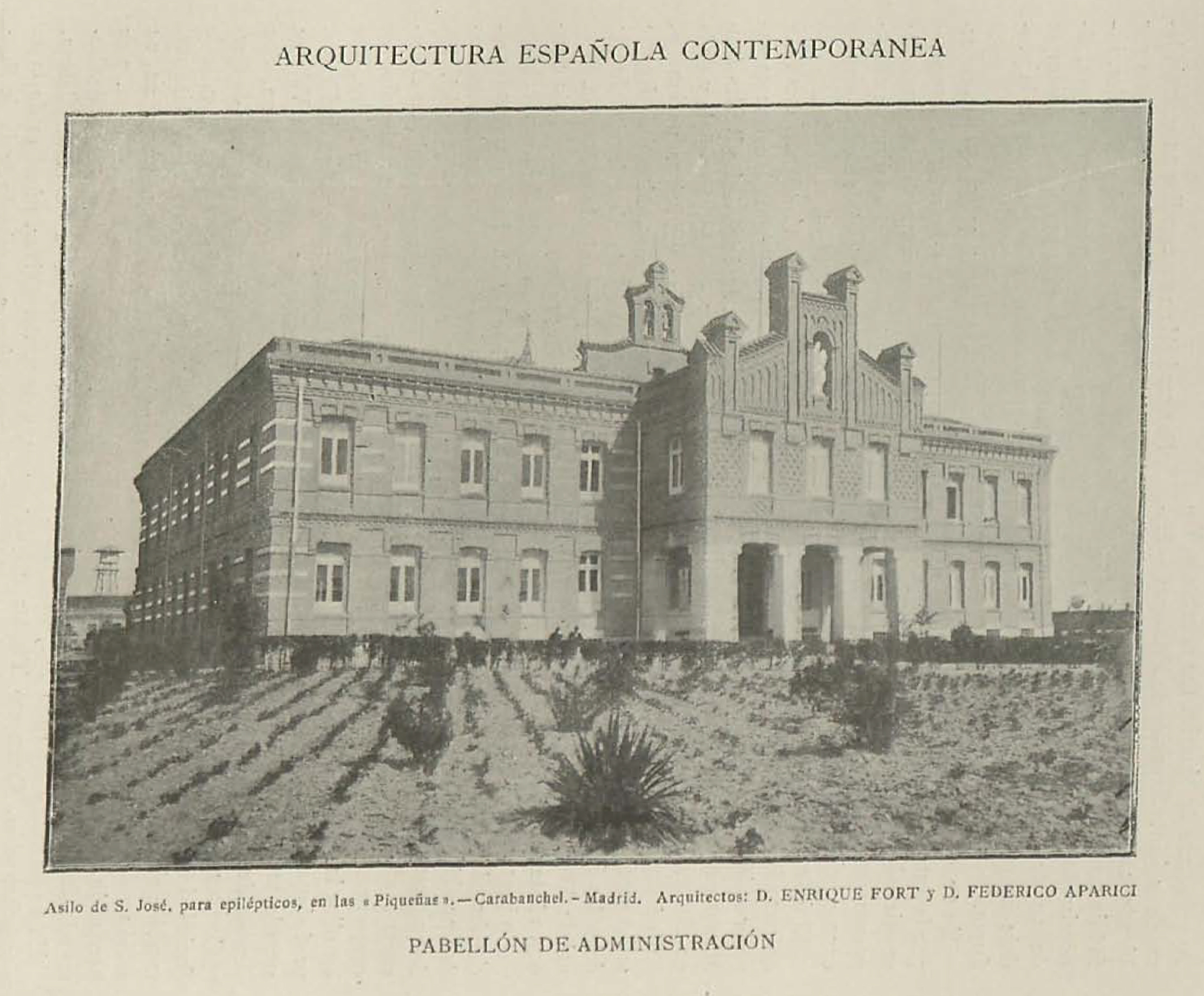

Fundada en 1899 por iniciativa del marqués de Vallejo con el fin de atender y acoger a enfermos de epilepsia, está regentada desde su inicio por los hermanos de San Juan de Dios. La Fundación San José es una de las instituciones sanitarias y de atención a diversas minusvalías más señeras de Madrid. Ubicada en el paraje conocido como Las Piqueñas, alberga en su recinto unos espléndidos edificios rodeados de un amplio pinar y unos bellos jardines.
En 1895 Benito Menni, como provincial de la Orden, y el marqués de Vallejo consolidan y materializan su relación, culminándose el 4 de agosto de ese mismo año cuando se produce el acto de bendición y colocación de la primera piedra de la casa-modelo para enfermos epilépticos. Previamente las negociaciones entre ambos promotores habían fructificado en el compromiso para llevar a cabo la obra, siendo el Dr. Julián Calleja responsable de llevar todo el peso de las gestiones en nombre del marqués. Las obras comienzan en el antiguo término de Carabanchel Alto, en un terreno de 142 hectáreas formado por un conjunto de parcelas utilizadas como pequeñas explotaciones agrarias y ganaderas situadas muy cerca de Leganés y del arroyo Butarque. Una de estas parcelas, que posteriormente quedó fuera del recinto sanitario, era un hermoso chalet que había pertenecido a la duquesa de Santoña y que por sus condiciones de habitabilidad se convirtió, desde el primer momento, en la residencia inicial de los hermanos hospitalarios. Pronto toda la extensión del futuro asilo empezó a ser conocido con el nombre de Las Piqueñas.
La elección del arquitecto recayó finalmente sobre el prestigioso Federico Aparici, que ya había trabajado en la capilla del asilo de Ciempozuelos y que también fue responsable del proyecto del neogótico y emblemático santuario de Covadonga. Su ayudante sería Enrique Fort, autor del colegio de Areneros de los jesuitas (actual Universidad Pontificia Comillas ICAI-ICADE) en el antiguo paseo de los Areneros (hoy calle Alberto Aguilera) de Madrid. Ambos arquitectos se encuadran en esa corriente arquitectónica que tanto proliferó en Madrid desde mediados del siglo XIX caracterizada por tener en el ladrillo su principal elemento constructivo y decorativo y con el neomudéjar y el neogótico como principales manifestaciones. Los arquitectos Aparici y Fort diseñaron un armonioso conjunto sanitario de ocho pabellones rodeados por espléndidos jardines y cercado por una sólida tapia, todo ello al estilo de las instituciones sanitarias más vanguardistas del momento como la del coetáneo y próximo Hospital Militar de Carabanchel.
El 20 de junio de 1899 se inaugura solemnemente la casa con la bendición del padre Menni. Al día siguiente ingresa el primer enfermo epiléptico, un joven de 16 años de edad llamado Enrique Vázquez Alonso. Sin embargo, las circunstancias militares del desastre de la guerra de Cuba habían llevado al marqués de Vallejo a ofrecer al Ministerio de la Guerra las instalaciones de Las Piqueñas para acoger a los soldados heridos que retornaban en unas deplorables condiciones sanitarias. El Diario Oficial del Ministerio de la Guerra de 9 de septiembre de 1898, recoge los requisitos de admisión de estos primeros enfermos, que alcanzaron la cifra de 375 internos. Resulta curioso comprobar cómo en los primeros meses de funcionamiento los epilépticos fueron la minoría de los pacientes ingresados.
Hoy la Fundación San José se ha convertido en un centro modelo en el que el patronazgo del Arzobispado de Madrid continúa 'Potenciando su presencia sanitaria y religiosa en nuestra Comunidad. Si el marqués de Vallejo y el padre Menni pudieran ver en lo que se ha convertido el establecimiento que fundaron con tanto esfuerzo se encontrarían con un recinto moderno en el que ya no solo los pacientes epilépticos encuentran atención y cuidados. Otras áreas funcionales como las de geriatría, cuidados paliativos y rehabilitación, se han unido a su cometido original. Los conciertos con la Seguridad Social y otros organismos otorgan a la Fundación San José un papel privilegiado en la actual sanidad madrileña.

### Catedral ortodoxa rumana de Madrid
La Catedral ortodoxa rumana de Madrid, está situada en el barrio de Carabanchel en el distrito de Latina, cuya construcción se inició en abril de 2010, en presencia de autoridades municipales y del Patriarca de la Iglesia ortodoxa rumana, Daniel Ciobotea, venido expresamente a tal ocasión, fue inaugurada el 18 de noviembre de 2017, levantada sobre terreno cedido por el Ayuntamiento de Madrid, y financiada por el Gobierno rumano y aportaciones de los feligreses de esta confesión cristiana, que comprende al menos unas 185.000 personas en la Comunidad de Madrid. El edificio tiene planta de cruz latina, con una cúpula que se eleva en el centro, y dos cúpulas más pequeñas en las naves laterales, recordando el estilo bizantino de las más antiguas y célebres iglesias ortodoxas de Rumanía.

## Transportes

### Cercanías Madrid
El barrio posee la estación de Cuatro Vientos (C-5) en su límite este, pero actualmente está alejada de las áreas habitadas del barrio y no es fácilmente accesible, si bien las estaciones de Fanjul y Las Águilas (en la misma C-5, barrio de Las Águilas), aunque también distanciadas, son más accesibles para los vecinos.

### Metro de Madrid / Metro Ligero
Las estaciones que dan servicio al barrio son las de Cuatro Vientos (L10), La Peseta (L11) y Aviación Española (L10). Cuatro Vientos, que comparte ubicación con la estación de cercanías, está muy alejada de las zonas habitadas del mismo, (esta estación da principalmente servicio a la colonia de Dehesa del Príncipe, en el vecino barrio de Campamento), la estación de la Peseta es la más próxima al barrio y la de Aviación Española esta accesible fácilmente, aunque es necesario utilizar otro medio de transporte para llegar.
La Línea 10 conecta también con tres líneas de Metro, Metro Sur, Ligero hacia Pozuelo de Alarcón y Boadilla del Monte en la estación de Colonia Jardín, cuatro estaciones hacia el norte. MetroSur, que da servicio a numerosos municipios del sur de Madrid.

### Autobuses

#### Líneas urbanas
Prestan servicio al barrio:
| Línea | Terminales                                      |
| ----- | ----------------------------------------------- |
| 34    | Cibeles – Las Águilas                           |
| 39    | Plaza de España – Colonia San Ignacio de Loyola |
| 138   | Cristo Rey – Colonia San Ignacio de Loyola      |
| 139   | Dehesa del Príncipe – Carabanchel Alto          |
| 155   | Plaza Elíptica – Aluche                         |
| N19   | Cibeles – Colonia San Ignacio de Loyola         |